# Almadén
Almadén je grad i istoimena općina u španjolskoj pokrajini Ciudad Real (autonomna zajednica Kastilja-La Mancha), koji se nalazi oko 98 km od Ciudad Reala i 306 km južnije od Madrida, u brdima Sierra Morena.
Ime mu potječe od arapske riječi المعدن al-ma‘din, što znači "postaja" ili "hostel" (vjerojatno za strane rudare). Naime, na ovom mjestu su još od antike postojali rudnici, te se računa da je odavde izvađeno najviše žive u posljednjih 2000 godina, oko 250.000 tona, više nego bilo gdje drugdje na svijetu. Kako su upravo ovdje sačuvani ostaci najvećeg rudnika žive na svijetu, te kulturne i vjerske građevine nastale bogaćenjem rudarstvom, Almadén je 2012. godine upisan na UNESCO-ov popis mjesta svjetske baštine u Europi pod nazivom "Baština žive", zajedno sa slovenskim rudarskim gradom Idrijom.

## Povijest
Kada je Iberski poluotok bio dio Rimskog Carstva bilo je nekoliko važnih rudnika u ovom kraju gdje se vadio cinabarit, mineral žive čije je najveće nalazište na svijetu upravo u Almadenu. Cinabarit su Rimljani uglavnom koristili za pigmente, a Arapi, koji su osvojili ovo područje 714. god., su ga uglavnom koristili u medicini i alkemiji. God. 1151. osvojio ga je kralj Alfons VII. koji ga zbog vojne pomoći daruje vojnom redu Calatrave.
Dva njemačka bankara iz Augsburga su u 16. stoljeću dobila na upravu rudnike Almadena, kao isplatu za pozajmicu španjolskoj vladi. Upravo u to vrijeme je porasla vriednost žive koja je bila potrebna za postupak amalgamacije kojima su se zlato i srebro odvajali od rudače i drugih metala. Većina žive izvađene u Almadenu je odvožena u Sevillu, a potom u Ameriku. Kako je potražnja za živom rasla tako je grad dobivao na važnosti kao središte rudarstva i industrije, no kako je rudarenje žive veoma štetno po zdravlje rudara, njemački bankari su došli na ideju zapošljavanja zatvorenika. Španjolski kralj je 1566. godine poslao 30 lakših zatvorenika da služe svoju kaznu kao rudari (forzados, tj. "prisilni radnici") u Almadenu. Do 1590.-ih njihovi uvjeti rada su bili jako teški, oko 24 % ih je umiralo od trovanja živom prije nego što bi odslužili svoje kazne, a gotovo svi bi teško oboljeli. Nakon što je Mateo Alemán proveo kraljevsku inspekciju, došlo je do pooravljanja njihova uvjeta rada. Od tada je svaki forzador dobivao jaknu, kapuljaču, hlače, čarape, dvije košulje i dva para cipela, a na raspolaganju su im bile ambulanta i ljekarna.
Tijekom sedamnaestog stoljeća u rudnike su uvođeni sjevernoafrički robovi kojih je 1613. godine već bilo duplo više nego forzadosa. God. 1645. je dovršen ugovor njemačkih bankara i španjolska vlada je preuzela upravu rudnika. Odlukom suda od 1749.–51. god. svi teški kriminalci su slani na prisilni rad u Almaden. God. 1775., dogodile su se dvije velike nesreće u rudnicima, za koje su naravno okrivljeni forzadosi. Do kraja 18. stoljeća forzadose i robove su zamijenili plaćeni radnici i uvjeti rada su se uvelike popravili.
God. 1916., osnovano je posebno vijeće koje je upravljalo rudnicima i proizvodnja je modernizirana, uključujući i napretke u sigurnosti rudara. Vrhunac proizvodnje je bio 1941. godine kada je obrađeno 82.000 poluga žive. Nakon pada vrijednosti žive 1970.-ih, proizvodnja je opala, a rudnici su zatvoreni 2000. godine iako se računa da Almaden još uvijek posjeduje najveće rezerve žive na svijetu.

## Znamenitosti
Pored rudarskih jama, galerija i nadzemnih pripadajućih zgrada povezanih s rudarenjem žive, u Almadenu su sagrađeni i dvorac Retamar, crkve i brojne stambene građevine.

## Vanjske poveznice
- Službena stranica
- Službena stranica rudnika Almadena

|  | Zajednički poslužitelj ima još gradiva o temi Almadén |